# Franz Hayler
Franz Hayler, född 29 augusti 1900 i Schwarzenfeld, död 11 september 1972 i Aschau im Chiemgau, var en tysk nazistisk politiker och SS-Gruppenführer. Han var statssekreterare vid Riksekonomiministeriet och ställföreträdande ekonomiminister.

## Utmärkelser
- Annabergkorset
- Tyrolska örnen
- Schlesiska örnens orden av andra klassen med svärd
- Schlesiska örnens orden av första klassen med svärd
- Ärekorset
- Blodsorden
- Tyska idrottsmärket i silver
- Krigsförtjänstkorset av andra klassen utan svärd
- Järnkorset av andra klassen
- Krigsförtjänstkorset av första klassen utan svärd
- Krigsförtjänstkorsets riddarkors utan svärd: 16 augusti 1944
- NSDAP:s tjänsteutmärkelse i brons